# Лемго
Лемго (на немски: Lemgo) е град в Германия, във федерална област Северен Рейн-Вестфалия.
Населението му e 41 958 жители към 31 декември 2006 г. Площ 100,86 км². Официален код – 05 7 66 044.

## Образование
В града съществува университет.